# The World's Finest Assassin Gets Reincarnated in Another World as an Aristocrat
The World's Finest Assassin Gets Reincarnated in Another World as an Aristocrat (世界最高の暗殺者、異世界貴族に転生する?, Sekai saikō no ansatsusha, isekai kizoku ni tensei suru), noto anche con il titolo The world's best assassin, To reincarnate in a different world aristocrat che si trova nella copertina del volume originale, è una serie di light novel scritta da Rui Tsukiyo e disegnata da Reia. Iniziata in precedenza con la serializzazione sul sito web Shōsetsuka ni narō, la serie è stata acquistata dalla casa editrice Kadokawa Shoten, che ha iniziato a pubblicarla in volumi dal 1º febbraio 2019 sotto l'etichetta Kadokawa Sneaker Bunko.
Successivamente è stato realizzato un adattamento manga scritto e disegnato da Hamao Sumeragi che viene serializzato sul sito web Young Ace Up della casa editrice Kadokawa Shoten dal 31 gennaio 2019.
Un adattamento anime, prodotto da Silver Link e Studio Palette, è andato in onda in Giappone dal 6 ottobre al 21 dicembre 2021.

## Trama
Il più grande assassino sulla Terra venne ucciso in seguito ad un sabotaggio all'interno di un aereo. Rinato per grazia di una dea in un mondo di spade e stregoneria, e con il nome di Lugh Tuatha Dé, questa volta gli viene offerta la possibilità di fare le cose in modo diverso, ma c'è un problema. Il problema è che deve eliminare un eroe super potente che porterà alla fine del mondo a meno che non venga fermato.

## Personaggi
Lugh Tuatha Dé (ルーグ・トウアハーデ?, Rūgu Tōahāde)
Doppiato da: Kenji Akabane, Makoto Koichi (da bambino)
Lugh è il protagonista della serie, l'ex maestro, leggendario assassino ucciso dalla sua organizzazione e reincarnato da parte di un Dea per uccidere l'eroe. In qualità di maestro assassino del suo mondo precedente, era spietato nell'uccidere i suoi obiettivi. Ha mostrato un comportamento calmo e raccolto anche durante situazioni di pericolo di vita ed pure una persona di buon cuore. È una persona acuta che può facilmente capire le vere intenzioni delle persone, anche se nell'altro mondo è una divinità suprema come la Dea. Può anche facilmente manipolare qualsiasi persona e guadagnare la sua fiducia. Nonostante sia una persona saggia, è visto da molti che lo conoscono come una persona molto pericolosa. Il suo obiettivo principale è evitare di uccidere persone innocenti e annientare le entità che vorrebbero o potrebbero ostacolare la sua missione di uccidere l'eroe.  Nella sua vita precedente, Lugh era un uomo anziano conosciuto come il più grande assassino del mondo e si aspettava di ritirarsi e diventare un istruttore per le reclute dopo un'ultima missione. Durante il suo tempo come assassino, ha impiegato innumerevoli tattiche varie e diverse per raggiungere i suoi obiettivi. In passato, ha persino usato il suo corpo come forma di seduzione per assassinare i suoi bersagli. Sulla via del ritorno, si è reso conto che l'organizzazione assassina non ha più bisogno di lui e ha voluto eliminarlo facendo precipitare il suo aereo. Ciò lo rattristò solo perché era sempre stato fedele a loro e si sarebbe persino tolto la vita se gli avessero detto che non era più necessario.
Dia Viekone (ディア・ヴィコーネ?, Dia Vikōne)
Doppiata da: Reina Ueda
Dia è una nobile di un paese straniero e uno dei maghi più forti. È una giovane ragazza con lunghi e splendidi capelli bianchi e occhi azzurri. Dia ha un profondo interesse e un talento innato per la magia. È rimasta colpita dalle abilità di Lugh con la magia e prima di incontrarlo non aveva molto interesse per l'argomento. Imparando che possono creare nuova magia insieme, ha iniziato a essere coinvolta ancora di più nella magia e con sempre nuove creazioni magiche.
Tarte (タルト?, Taruto)
Doppiata da: Yūki Takada
Tarte è una giovane ragazza con i capelli biondi acconciati in due code e gli occhi giallo-verdastri. È estremamente leale e amorevole con Lugh poiché è stato lui a salvarla dall'orlo della morte. Si sentiva inoltre in debito e ingraziata nei suoi confronti poiché era la prima persona a dirle che aveva bisogno di lei e le forniva così tanta felicità. Quando soffre di occasionali terrori notturni, Lugh le permette di dormire con lui. Nonostante apparentemente li abbiano superati molto tempo fa, dormono ancora insieme spesso. È anche ambiziosa e competitiva, soprattutto quando si tratta dell'affetto e della cucina di Lugh. Le sue abilità culinarie sono state descritte per essere alla pari o addirittura migliori degli chef di un nobile. Quando a Lugh piace un cibo particolare, si affretta a imparare la ricetta. È pienamente in grado di eseguire varie forme di tortura per estrarre informazioni e impedire alle persone di suicidarsi. Diventa sempre più sicura di sé quando Lugh la incoraggia a essere più schietta sui suoi sentimenti. Di solito è timida e taciturna durante le riunioni pubbliche e farebbe tutto ciò che Lugh le chiede. Sebbene si comporti con dignità, può facilmente diventare distratta e agitata ogni volta che Lugh o le altre fidanzate la prendono in giro.
Maha (マーハ?, Māha)
Doppiata da: Shino Shimoji
Maha è una giovane ragazza con bellissimi lunghi capelli blu e accattivanti occhi viola. È un'orfana che è stata accolta da Lugh Tuatha Démentre. Ha subito abusi fisici nell'orfanotrofio ed è diventata profondamente diffidente nei confronti delle persone. La situazione si è amplificata quando il consiglio di suo padre è stato di non fidarsi facilmente di nessuno a meno che non ne sapesse abbastanza per esprimere un giudizio. Affamata dall'amore familiare a causa della morte di entrambi i suoi genitori orchestrata dal braccio destro di suo padre, era costantemente alla ricerca di qualcuno di cui fidarsi e salvarla dalla sua terribile situazione. Fu lì che incontrò per la prima volta Lugh. Fu subito affascinata dagli sguardi e dal sorriso caloroso mostrato dal suo salvatore quando si incontrarono per la prima volta. Nonostante inizialmente volesse che Lugh salvasse gli altri orfani prima di se stessa, dopo che Lugh le si avvicinò e le disse che aveva bisogno di lei, lei accettò immediatamente di seguirlo. Dopo essere stata rapita e quasi contaminata dai suoi rapitori, Lugh l'ha salvata appena in tempo e ha punito severamente i rapitori. Da quel momento in poi, ha voluto ingraziarsi lui e si è sforzata di soddisfare le sue aspettative.
Cian Tuatha Dé (キアン・トウアハーデ?, Kian Tōahāde)
Doppiato da: Toshiyuki Morikawa
Cian è il padre di Lugh. Lo ha addestrato personalmente viene considerato il miglior assassino nella storia della sua famiglia. È un uomo adulto con capelli castani corti e baffi. Di solito è visto come un assassino dal cuore freddo, ma allo stesso tempo è un genitore amorevole che ama sua moglie e la sua famiglia. È considerato l'assassino della sua generazione ma quando ha visto il potenziale di Lugh, ha realizzato il suo potenziale e lo ha addestrato in modo che potesse superarlo rapidamente. Non voleva che suo figlio diventasse un killer privo di emozioni, motivo per cui gli ha insegnato il valore della vita umana. Ha la massima fiducia e certezza in suo figlio che prenderebbe le decisioni migliori. È obiettivo e ha permesso a Lugh di scegliere se smettere di essere un assassino e vivere una vita umile, a cui aveva tutto il diritto.
Esri Tuatha Dé (エスリ・トウアハーデ?, Esuri Tōahāde)
Doppiata da: Chiaki Takahashi
Esri è la madre di Lugh. Esri è una donna adulta con lunghi capelli viola chiaro e occhi azzurri. Può essere un po' una testa vuota, ma è anche intelligente a modo suo. Ama teneramente suo figlio con grande dispiacere di quest'ultimo. Essendo sua moglie, è stata addestrata nell'arte dell'assassinio e sa di non confondere vita privata e lavorativa. Sostiene gli sforzi della sua famiglia, ma si scoraggia poiché sentiva che Lugh è cresciuto troppo in fretta. Può essere estremamente ignorante poiché una volta ha incaricato Tarte di sedurre Lugh, sia come assassino che come sua cameriera, dicendole che le donne come loro devono usare le loro carte vincenti per essere utili. Questo fece infuriare molto Lugh che, dopo aver rimproverato Tarte, andò dritto nella stanza di sua madre. Rimase pietrificata quando Lugh le mostrò la sua rabbia per la prima volta, avvertendola che non le avrebbe mai più parlato se avesse fatto lo stesso trucco.
Dea (女神?, Megami)
Doppiata da: Yukari Tamura
La Dea è colei che ha reincarnato Lugh in un mondo diverso per fargli uccidere l'eroe. La Dea è una donna bianca pura con pelle, occhi e vestiti bianchi. Sembra avere una personalità astuta, ma a parte questo non si sa molto di lei. Non è né un'alleata di demoni né umani. Le importa solo del mondo stesso e non si preoccupa di ciò che fa l'anima reincarnata per raggiungere il proprio obiettivo, dando loro piena autonomia. Tuttavia, poiché ha dato loro un'indipendenza non monitorata, la lasciava solo con un'immensa delusione ogni volta che i suoi sudditi fallivano.

## Media

### Light novel
Inizialmente, la serie è stata pubblicata sul sito web Shōsetsuka ni narō dal 29 luglio al 27 novembre 2018 come web novel. Successivamente, è stata acquistata dalla casa editrice Kadokawa Shoten, che ha iniziato a pubblicare la serie in volumi dal 1º febbraio 2019 sotto l'etichetta Kadokawa Sneaker Bunko. Al 1º agosto 2024 i volumi totali ammontano a 9.
| Nº | Data di prima pubblicazione | Data di prima pubblicazione | Data di prima pubblicazione |
| Nº | Giapponese                  | Giapponese                  |                             |
| -- | --------------------------- | --------------------------- | --------------------------- |
| 1  | 1º febbraio 2019            | ISBN 978-4-04-107941-6      |                             |
| 2  | 1º luglio 2019              | ISBN 978-4-04-107874-7      |                             |
| 3  | 1º novembre 2019            | ISBN 978-4-04-107877-8      |                             |
| 4  | 1º aprile 2020              | ISBN 978-4-04-108971-2      |                             |
| 5  | 1º settembre 2020           | ISBN 978-4-04-108972-9      |                             |
| 6  | 27 febbraio 2021            | ISBN 978-4-04-108973-6      |                             |
| 7  | 29 luglio 2022              | ISBN 978-4-04-111501-5      |                             |
| 8  | 1º agosto 2024              | ISBN 978-4-04-111502-2      |                             |

### Manga

Copertina del primo volume dell'edizione italiana, raffigurante Tarte (a sinistra), Lugh (al centro) e Dia (a destra)

Un adattamento manga scritto e disegnato da Hamao Sumeragi viene serializzato sul sito web Young Ace Up della casa editrice Kadokawa Shoten dal 31 gennaio 2019. I capitoli vengono raccolti in volumi tankōbon a partire dal 4 ottobre 2019. Al 10 gennaio 2025 i volumi totali ammontano a 8.
In Italia, il manga viene pubblicato da Panini Comics sotto l'etichetta Planet Manga dal 12 gennaio 2023.
| 1 | 4 ottobre 2019            | ISBN 978-4-04-108699-5 | 12 gennaio 2023   | ISBN 978-88-287-2586-2 |
| 1 | Capitoli - Capitoli 0-4   |                        |                   |                        |
| 2 | 3 luglio 2020             | ISBN 978-4-04-109105-0 | 23 febbraio 2023  | ISBN 978-88-287-4209-8 |
| 2 | Capitoli - Capitoli 5-8   |                        |                   |                        |
| 3 | 9 aprile 2021             | ISBN 978-4-04-111203-8 | 27 aprile 2023    | ISBN 978-88-287-4399-6 |
| 3 | Capitoli - Capitoli 9-12  |                        |                   |                        |
| 4 | 9 novembre 2021           | ISBN 978-4-04-111808-5 | 27 luglio 2023    | ISBN 978-88-287-4584-6 |
| 4 | Capitoli - Capitoli 13-16 |                        |                   |                        |
| 5 | 9 settembre 2022          | ISBN 978-4-04-112553-3 | 28 settembre 2023 | ISBN 978-88-287-5226-4 |
| 5 | Capitoli - Capitoli 17-21 |                        |                   |                        |
| 6 | 10 luglio 2023            | ISBN 978-4-04-113419-1 | 29 agosto 2024    | ISBN 978-88-287-8402-9 |
| 6 | Capitoli - Capitoli 22-26 |                        |                   |                        |
| 7 | 8 marzo 2024              | ISBN 978-4-04-114443-5 | 24 ottobre 2024   | ISBN 978-88-287-8402-9 |
| 7 | Capitoli - Capitoli 27-31 |                        |                   |                        |
| 8 | 10 gennaio 2025           | ISBN 978-4-04-115356-7 | 26 giugno 2025    | ISBN 979-12-21903-77-5 |
| 8 | Capitoli - Capitoli 32-36 |                        |                   |                        |

### Anime

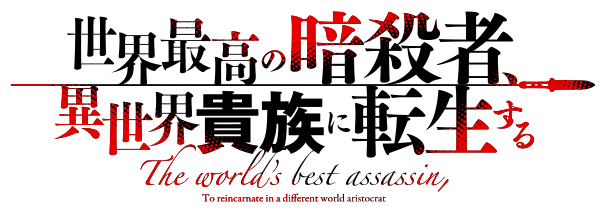
Logo della serie

L'adattamento anime è stato annunciato il 15 febbraio 2021 ed è stato prodotto dagli studi Silver Link e Studio Palette. Masafumi Tamura è il regista della serie, con Katsuhiko Takayama che si è occupato della sceneggiatura, Eri Nagata del character design e Kenichi Kuroda della colonna sonora. Originariamente previsto per luglio 2021, è stato posticipato ad ottobre dello stesso anno a causa di varie circostanze non meglio specificate. È stato trasmesso in Giappone dal 6 ottobre al 22 dicembre 2021 sulle reti AT-X, Tokyo MX, KBS, SUN, TVA e BS NTV. La sigla d'apertura è Dark seeks light cantata da Yui Ninomiya mentre quella di chiusura è A Promise di Aira Yūki. I diritti per la distribuzione internazionale al di fuori dell'Asia sono stati acquistati da Crunchyroll, che ha pubblicato la serie in simulcast sottotitolato in vari Paesi del mondo, tra cui l'Italia.
Una seconda stagione è stata annunciata durante l'evento "Sneaker Bunko 35th Anniversary Festa!" tenutosi il 24 settembre 2023.

#### Episodi
| Nº | Titolo italiano Giapponese 「Kanji」 - Rōmaji                      | In onda          | In onda |
| Nº | Titolo italiano Giapponese 「Kanji」 - Rōmaji                      | Giapponese       |         |
| 1  | Fiducia ripagata 「信用の報酬」 - Shinyō no hōshū                  | 6 ottobre 2021   |         |
| 2  | Il patto per la reincarnazione 「転生の取引」 - Tensei no torihiki | 13 ottobre 2021  |         |
| 3  | La magia dei legami 「絆の魔法」 - Kizuna no mahō                  | 20 ottobre 2021  |         |
| 4  | Il piano della dea 「女神の計画」 - Megami no keikaku              | 27 ottobre 2021  |         |
| 5  | La licenza dei sicari 「暗殺者の資格」 - Ansatsusha no shikaku     | 3 novembre 2021  |         |
| 6  | La magione delle ragazze 「少女の館」 - Shōjo no yakata            | 10 novembre 2021 |         |
| 7  | Una vita falsa 「偽りの生活」 - Itsuwari no seikatsu               | 17 novembre 2021 |         |
| 8  | I rituali della scelta 「選択の儀式」 - Sentaku no gishiki         | 24 novembre 2021 |         |
| 9  | La ricompensa per l'assassinio 「暗殺の代償」 - Ansatsu no daishō  | 1º dicembre 2021 |         |
| 10 | Il primo appuntamento 「初めてのデート」 - Hajimete no dēto        | 8 dicembre 2021  |         |
| 11 | La decisione di tradire 「裏切りの決意」 - Uragiri no ketsui       | 15 dicembre 2021 |         |
| 12 | La battaglia del sicario 「暗殺者の戦い」 - Ansatsusha no tatakai  | 22 dicembre 2021 |         |